# Jarosław Rybakow
Jarosław Władimirowicz Rybakow, ros. Ярослав Владимирович Рыбаков (ur. 22 listopada 1980 w Mohylewie) – rosyjski lekkoatleta specjalizujący się w skoku wzwyż, brązowy medalista olimpijski z Pekinu, czterokrotny medalista mistrzostw świata, Mistrz Europy.
W 2002 w Wiedniu zdobył brąz halowych mistrzostw Europy w skoku wzwyż. Rok wcześniej w Edmonton został wicemistrzem świata w tej dyscyplinie, lecz medal podzielił z rodakiem Wiaczesławem Woroninem. Cztery lata później w Helsinkach powtórzył wynik z Edmonton i zdobył srebrny medal ex-eaquo z Kubańczykiem Víctorem Moyą. W Osace w 2007 roku ponownie został wicemistrzem świata w tej konkurencji, wyżej skoczył tylko Donald Thomas z wysp Bahama. Podczas Letnich Igrzysk Olimpijskich w Pekinie zdobył brązowy medal. Złoty medalista mistrzostw świata (Berlin 2009). Jego najlepszy rezultat to 2,38 m który uzyskał w hali czterokrotnie, m.in. podczas mistrzostw Europy (Madryt 2005). Najlepszy rezultat na otwartym stadionie to 2,35 m (osiągnięty dwukrotnie).

## Osiągnięcia

### Igrzyska olimpijskie
- Ateny 2004 – 6. miejsce
- Pekin 2008 – brązowy medal

### Mistrzostwa świata
- Edmonton 2001 – srebrny medal
- Helsinki 2005 – srebrny medal
- Osaka 2007 – srebrny medal
- Berlin 2009 – złoty medal

### Mistrzostwa Europy
- Monachium 2002 – złoty medal

### Puchar Świata
- Madryt 2002 – pierwsze miejsce

### Halowe mistrzostwa świata
- Birmingham 2003 – srebrny medal
- Budapeszt 2004 – srebrny medal
- Moskwa 2006 – złoty medal
- Walencja 2008 – srebrny medal
- Ad-Dauha 2010 – srebrny medal

### Halowe mistrzostwa Europy
- Wiedeń 2002 – brązowy medal
- Madryt 2005 – srebrny medal

### Finał Grand Prix IAAF
- Paryż 2002 – 2. miejsce

### Światowy Finał IAAF
- Monako 2003 – 1. miejsce
- Monako 2004 – 2. miejsce
- Monako 2005 – 3. miejsce
- Stuttgart 2006 – 3. miejsce
- Saloniki 2009 – 1. miejsce

### Superliga Pucharu Europy
- Brema 2001 – 1. miejsce
- Florencja 2003 – 1. miejsce

### Mistrzostwa Europy juniorów
- Ryga 1999 – brązowy medal